# Men of Honor
Men Of Honor (с англ. — «люди чести») — второй студийный альбом американской грув-метал супергруппы Adrenaline Mob. Выпущен 18 февраля 2014 года под лейблом Century Media Records. Единственный альбом с барабанщиком Эй Джей Перо, который заменил Майка Портного. Музыкальные треки были показаны на стримах через SoundCloud, каждый новый трек каждую неделю.
Согласно Майку Орландо, название было предложено его отцом. «Мы думали о названии и он сказал, «Почему бы его не назвать 'Uomini D'Onore' [ перевод Men Of Honor]?». Я чувствовал что так и будет. Нам сложно как братьям. Мы — музыкальная банда. Должен быть сильный посыл. Неважно что изменится, мы — Men Of Honor, мы будем чествовать пока не умрем».

## Список композиций
| №   | Название                     | Длительность |
| --- | ---------------------------- | ------------ |
| 1.  | «Mob Is Back»                | 4:35         |
| 2.  | «Come on Get Up»             | 4:13         |
| 3.  | «Dearly Departed»            | 4:57         |
| 4.  | «Behind These Eyes»          | 5:08         |
| 5.  | «Let It Go»                  | 3:54         |
| 6.  | «Feel the Adrenaline»        | 5:57         |
| 7.  | «Men of Honor»               | 4:27         |
| 8.  | «Crystal Clear»              | 5:03         |
| 9.  | «House of Lies»              | 3:56         |
| 10. | «Judgment Day»               | 4:06         |
| 11. | «Fallin' to Pieces»          | 4:58         |
| 12. | «Gets You Through the Night» | 3:35         |